# Музей ісламського мистецтва, Берлін
Музей ісламського мистецтва ( німецька Museum für Islamische Kunst  ) знаходиться в Пергамському музеї та входить до складу Staatliche Museen zu Berlin.

## Колекція
У музеї представлені різноманітні твори ісламського мистецтва, що охоплюють період з 7 по 19 століття, привезені з територій, де правили мусульмани - від Іспанії до Індії. Деякі експонати є результатами розкопкок в Ктесифоні, Самаррі  і Табха, або були придбані в Єгипті, на Близькому Сході та в Ірані. Інші регіони представлені важливими колекційними об’єктами або групами, такими як каліграфія та мініатюрний живопис імперії Великих Моголів або сицилійські витвори мистецтва зі слонової кістки.

### Важливі предмети колекції
Найвизначніші експонати колекції, які зберігаються по-різному через їх розмір, історичне значення чи популярність у відвідувачів музею, це:
- Фасад Мшатта
- «Кімната Алеппо» — це облицювання стін будинку брокера в Алеппо, Сирія, яке було замовлено під час Османського періоду.
- Купол Альгамбри
- Міхраб з Кашану
- Міхраб з Коньї
- Килим із зображенням дракона й фенікса, Мала Азія, початок 15 століття.
- Мистецтво книги (змінна експозиція в кабінетах мистецтва книги).

Окрім постійної експозиції, музей також показує виставки сучасного мистецтва ісламського світу, наприклад «Турецькі насолоди» (сучасний турецький дизайн, 2008 р.).
У 2009 р. музей отримав на постійній основі колекцію ісламського мистецтва від лондонського колекціонера Едмунда де Ангера (1918–2011), так звану «Колекцію Кейра», яка раніше зберігалася в його будинку в Хемі, Суррей. Колекція, яка збиралася понад 50 років, налічує близько 1500 творів мистецтва, що охоплюють період 2000 років, і є однією з найбільших приватних колекцій ісламського мистецтва.
Понад сто експонатів із колекції Keir були вперше показані в 2007/2008 роках на спеціальній виставці Sammlerglück. Ісламське мистецтво з колекції Едмунда де Унгера в Пергамському музеї. Ще одна спеціальна виставка відбулася з березня 2010 р. в рамках постійної експозиції Музею ісламського мистецтва під назвою Sammlerglück. Шедеври ісламського мистецтва з колекції Keir.
У липні 2012 року співпраця між Національними музеями Берліна та Прусської культурної спадщини та власниками колекції Едмунда де Унгера була припинена, а колекція, яка спочатку передбачалася як довгострокова позика, була вилучена. Причинами назвали різні уявлення про те, як продовжувати роботу з колекцією. 

## Історія

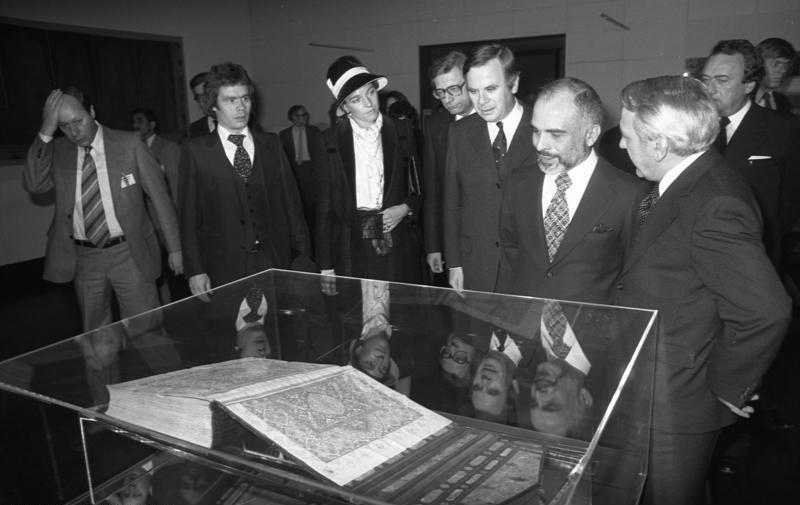
Король Хусейн і королева Нур оглянули Музей ісламського мистецтва в Далемі під керівництвом директора Клауса Бріша (на передньому плані праворуч) (6 листопада). 1978)

Музей був заснований у 1904 році Вільгельмом фон Боде як ісламський відділ у Музеї кайзера Фрідріха (сьогодні Музей Боде ) і спочатку заснований Фрідріхом Сарре як почесним директором. Приводом стала пожертва османського султана Абдулгаміда II імператору Вільгельму елементу фасаду Мшатта від незавершеного палацу пустелі Омейядів, розташованого на південь від Аммана. II. Разом із 21 килимом, подарованим Боде, фасад склав основу колекції.
У новозбудованому Пергамському музеї музей переїхав на верхній поверх південного крила і був відкритий там у 1932 р. Через II. світову війну, виставка була закрита в 1939 році.
Незважаючи на видалення творів мистецтва та захист об'єктів, що залишилися в Пергамському музеї, колекція зазнала пошкоджень і втрат. Попадання бомби зруйнувало одну з надбрамних веж фасаду Мшатти, а запалювальна бомба спалила повністю або частково цінні килими, що зберігалися в сховищі монетного двору.
У 1954 році колекція була знову відкрита як Ісламський музей у Пергамському музеї. Фонди, які були вивезені в західні окупаційні зони, були повернуті до музею в Далемі, де вони також були повторно виставлені в 1954 році вперше після війни. З 1968 по 1970 рік проходила виставка в палаці Шарлоттенбург. У 1971 році в новій будівлі музейного комплексу Далем була відкрита постійна експозиція Музею ісламського мистецтва.
У 1958 році Ісламський музей у Пергамському музеї на Mузейному острові отримав назад більшість творів мистецтва, які вивіз Радянський Союз у 1945-1946 рр.
Завдяки реставрації інших важливих колекційних об’єктів до 1967 року стало можливим відкрити всі виставкові зали для відвідування.
Відповідно до Договору про об'єднання Німеччини два музеї були організаційно об'єднані в 1992 році під назвою Музей ісламського мистецтва. На території Далема виставка закрилася в 1998 році. У 2000 році на верхньому поверсі південного крила Пергамського музею була відкрита нова постійна експозиція.

## "Мультака": музей як місце зустрічі
У 2015 р. музей розпочав новий проект для арабо- та перськомовних біженців та інших мусульманських відвідувачів під назвою « Мультака – музей як місце зустрічі». Цей міжкультурний музейний проект організовує безкоштовні екскурсії для біженців і мігрантів. Програма розроблена спеціально підготовленими арабомовними гідами Мультака.
Дискусії зосереджені на історичному походженні та історії придбання культурних об’єктів, включаючи власне розуміння відвідувачами культурної спадщини своєї країни. У 2019 році чотири музеї-засновники в Берліні приєдналися до шести подібних музеїв у Великій Британії, Італії, Греції та Швейцарії, створивши міжнародну мережу Multaka.

## Виставки

### Постійні виставки
- з 2000: ісламські культури [7]
- з 2016: транскультурні відносини, глобальні біографії – ісламське мистецтво? [8]

### Спеціальні виставки
2013 
- Самарра – центр світу.

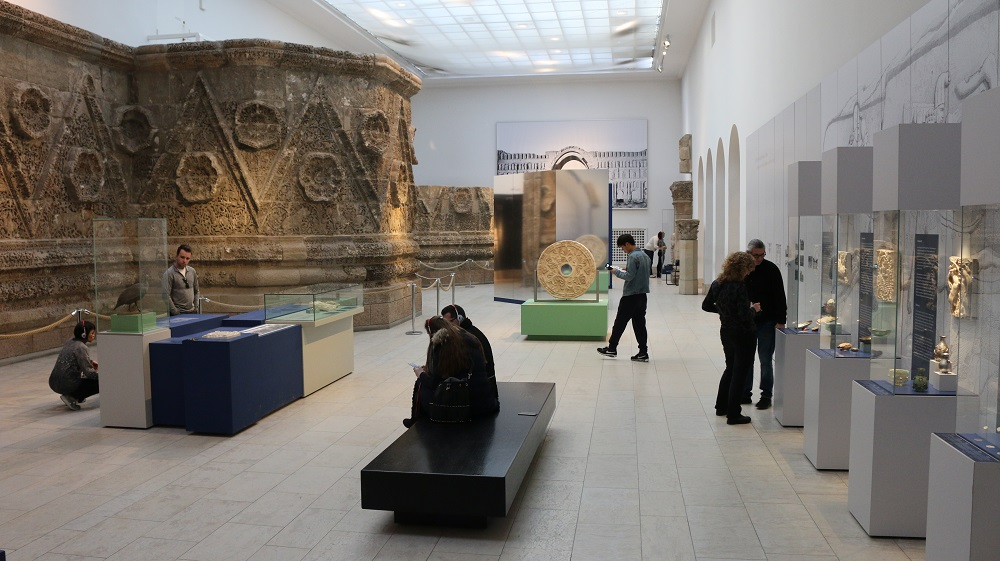
Спеціальна виставка Спадщина стародавніх царів. Ктесифон і перські джерела ісламського мистецтва (2016–2017)

- Доступний багатьом. Набивні тканини з єгипетських гробниць.
- Орнамент і язик: палітурки книг ісламського світу.

2014 
- Мшатта у фокусі. Йорданський пустельний замок в історичних фотографіях.

2015 
- Пікнік у парку. Сади в ісламській мініатюрі
- Аатіфі – Новини з Афганістану.
- Як ісламське мистецтво прийшло до Берліна. Колекціонер і директор музею Фрідріх Сарре

2016 
- Читання слів – відчуття слів Вступ до Корану в берлінських колекціях.
- Контраст Сирії. Фотографії Мохамада Аль Румі
- Спадщина стародавніх царів. Ктесифон і перські джерела ісламського мистецтва.

2017 
- Іран. Світанок сучасності.
- Вірне диво – Біблійні традиції в ісламському світі.
- Затишно: килими в індійських мініатюрах.

2018 
- Примостившись | Зупинка. Інсталяція Фелекшана Онара.
- Копія та майстерність.
- Галерея в книзі. Ісламські альбоми для вирізок
- З почуттям міри. Шедеври архітектури Ємену

## Дослідницькі та просвітницькі проекти

### Виставки
- Стипендіат Міжнародного музею Федерального фонду культури.
- Об'єкти передачі
- Історії культури з Музею ісламського мистецтва
- Мультака: Treffpunkt Museum – Біженці як гіди в музеях Берліна

### Дослідження за кордоном
- Арея Антиква. Стародавній Герат / 3 проекти
- Створення цифрових реєстрів культурних цінностей для Сирії
- Іран: Провінційний музей Язд / Національний музей Тегерана
- Каср аль-Мшатта: Ранній ісламський пустельний замок Мшатта, Йорданія
- Реконструкція стародавнього культурного ландшафту в Белуджистані, Пакистан
- Цитадель Алеппо, Сирія

### Культурно-політичне виховання
- Проект Мультака для освітнього доступу до музею для мусульманських відвідувачів
- Спільне минуле – спільне майбутнє
- TAMAM – освітній проект спільнот мечетей з Музеєм ісламського мистецтва

### Колекційні дослідження
- Хорасан – Країна сходу сонця
- Ктесифон
- Самарра і мистецтво Аббасидів
- Проект оцифрування Юсефа Джаміля

Основні моменти колекції
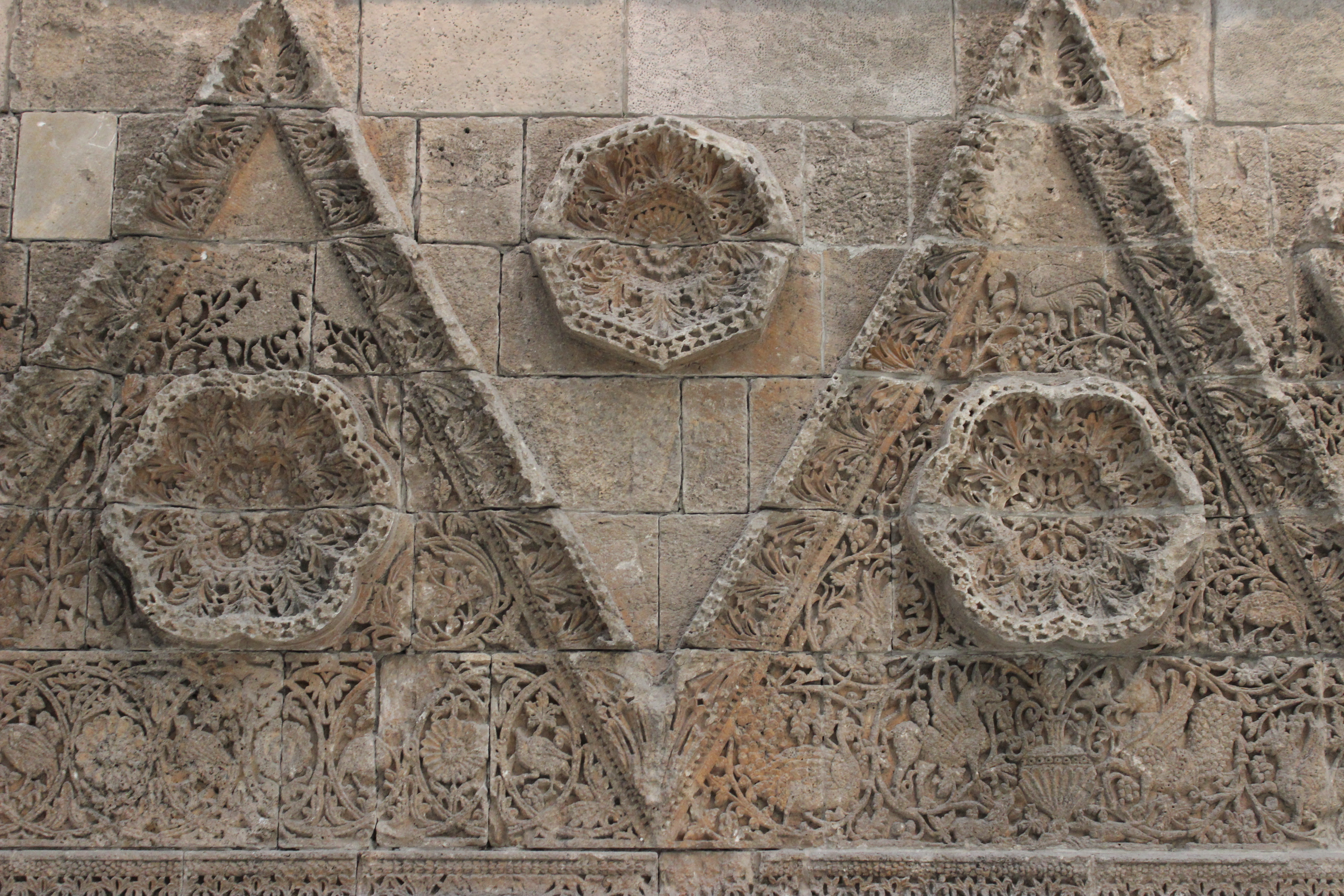
Фасад Мшатта (деталь), середина VIII століття
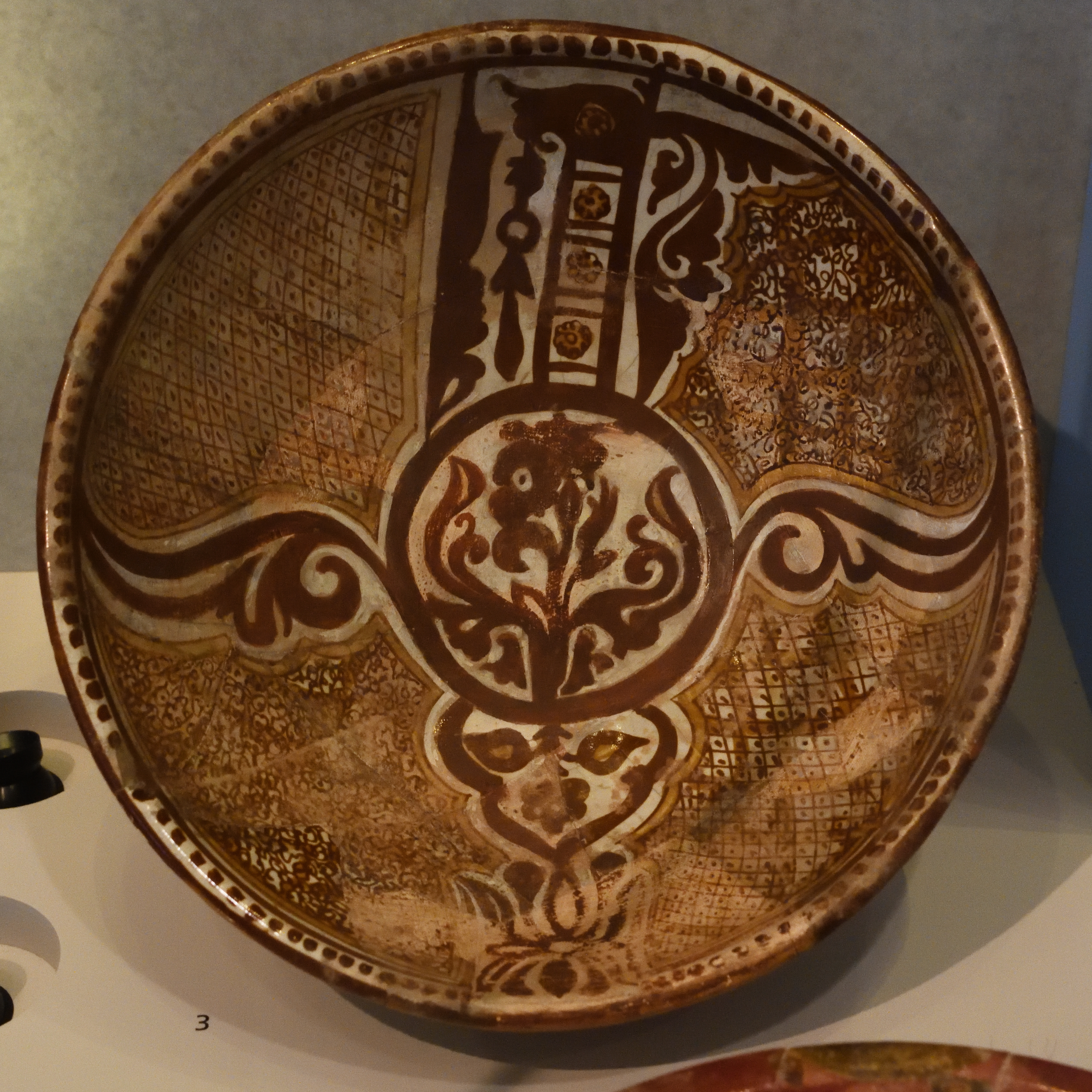
Чаша з аббасидської Самарри, 9 ст
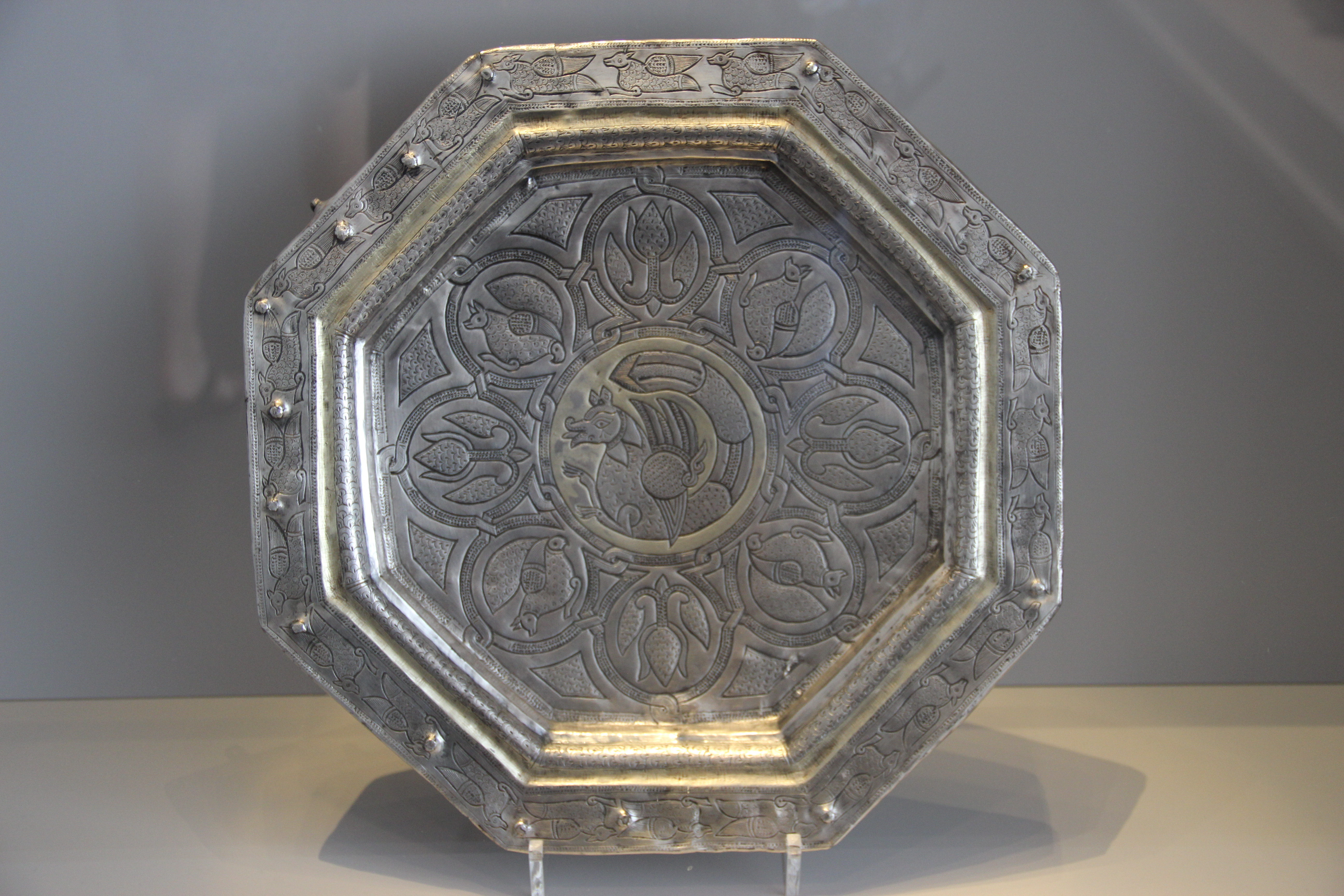
Платтер Саманід Симург, 10 ст
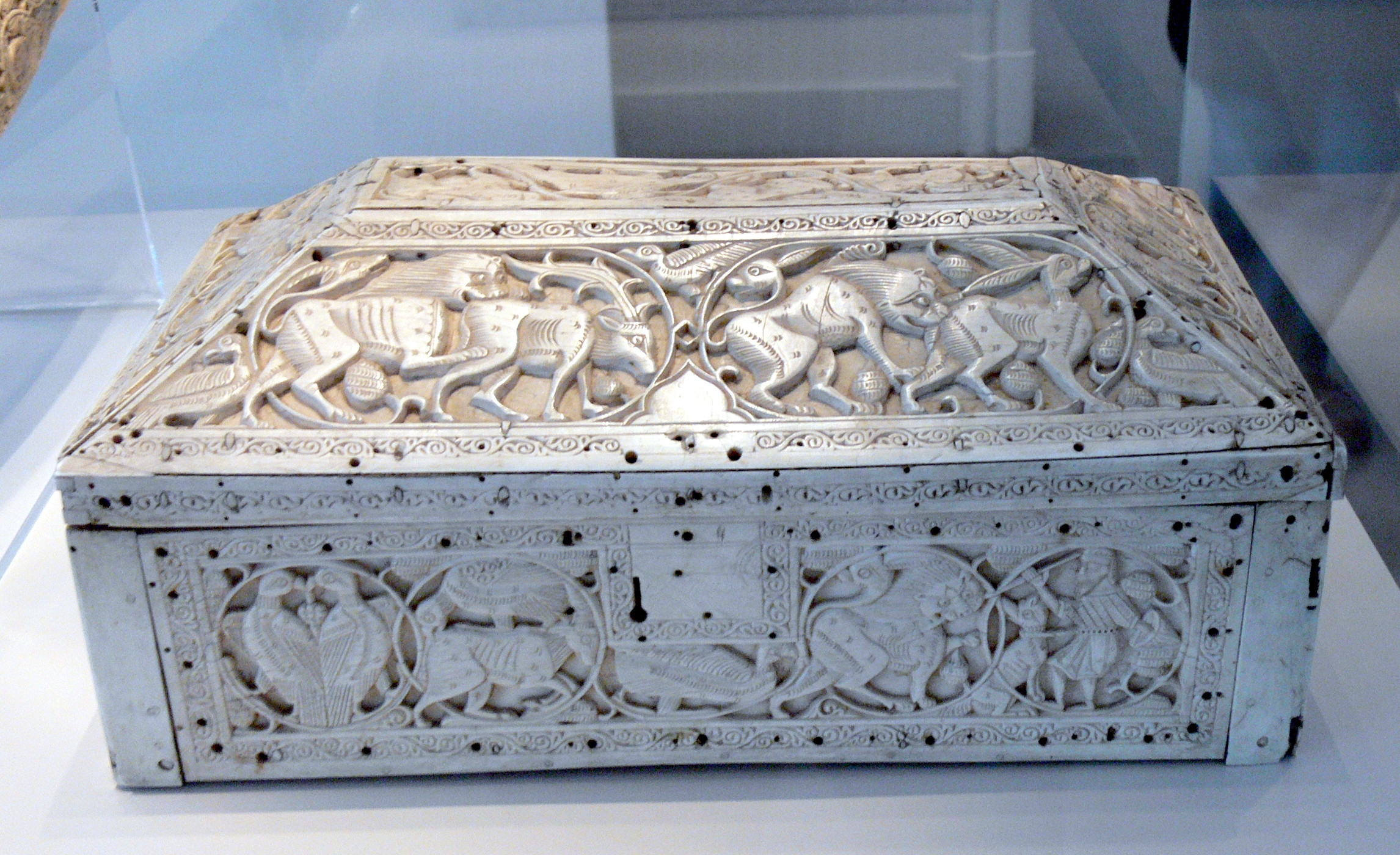
Сикуло-арабська скриня зі слонової кістки, XI ст
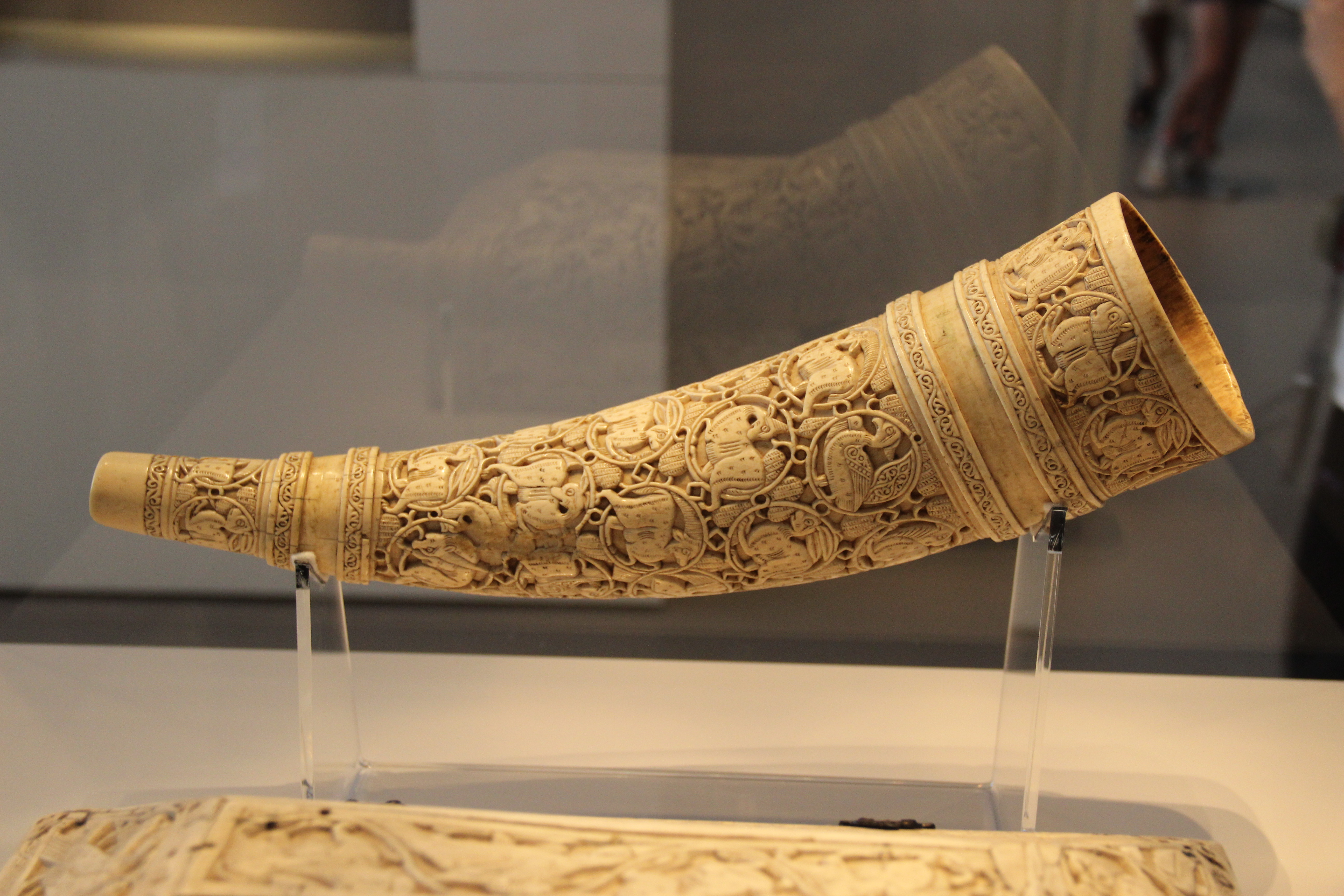
Сигнальний ріг (оліфант) зі слонової кістки з фігурним декором, Нижня Італія або Сицилія, XI-XII ст.
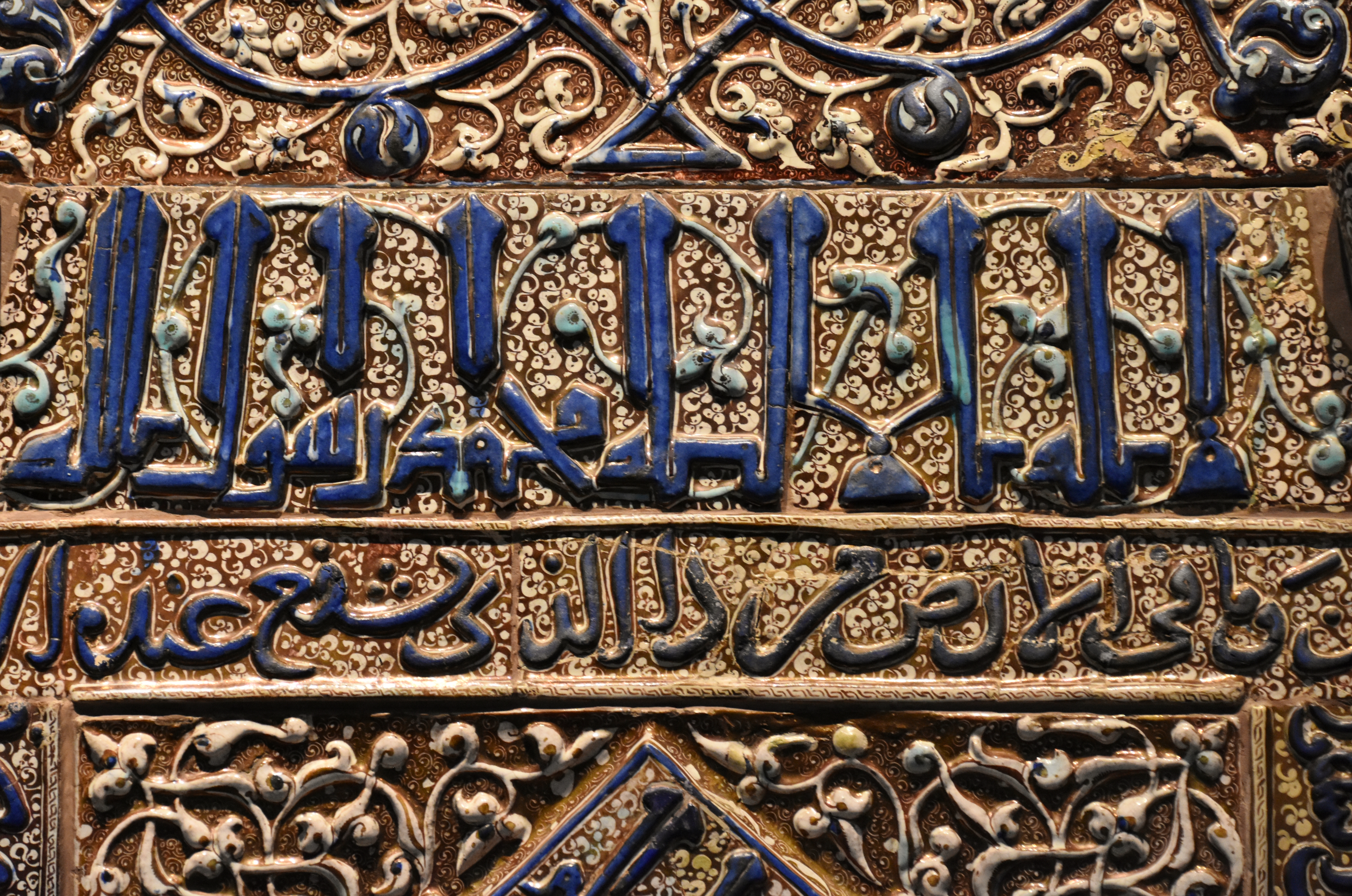
Міхраб з Кашану (деталі), 1226 р
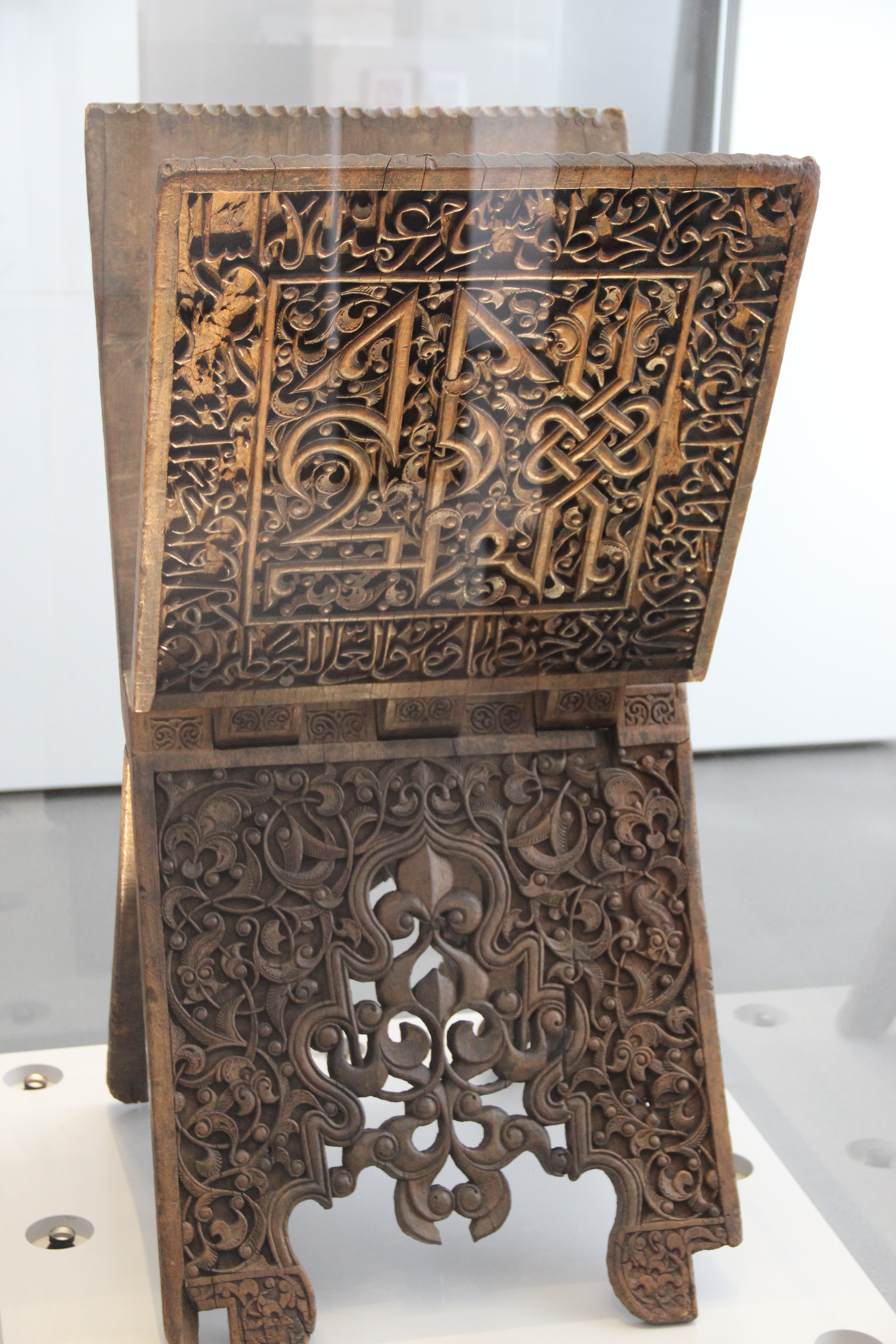
Розкладний стіл Seljuk Koran, середина 13 століття
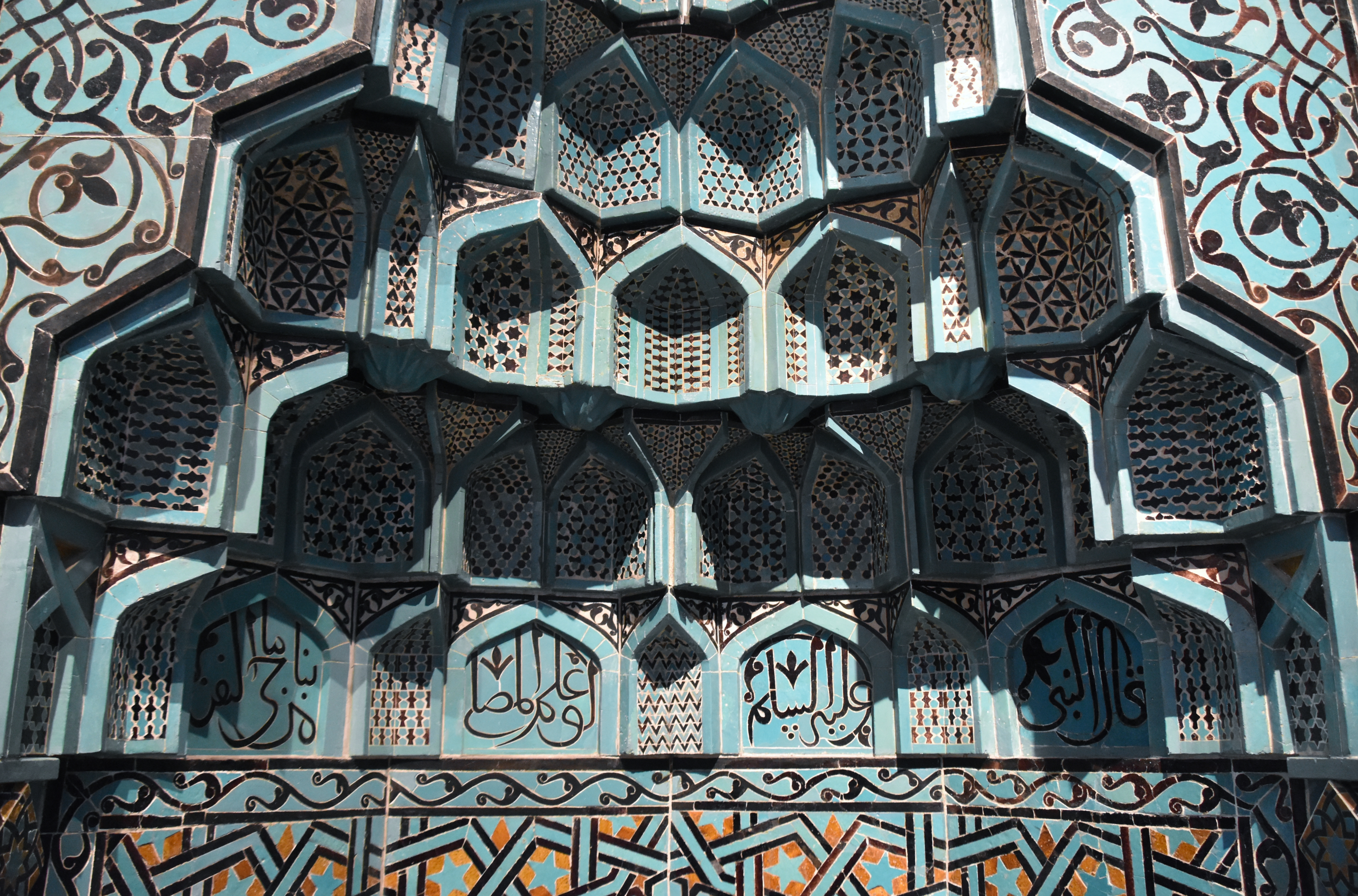
Міхраб з Коньї (деталь), 13 ст
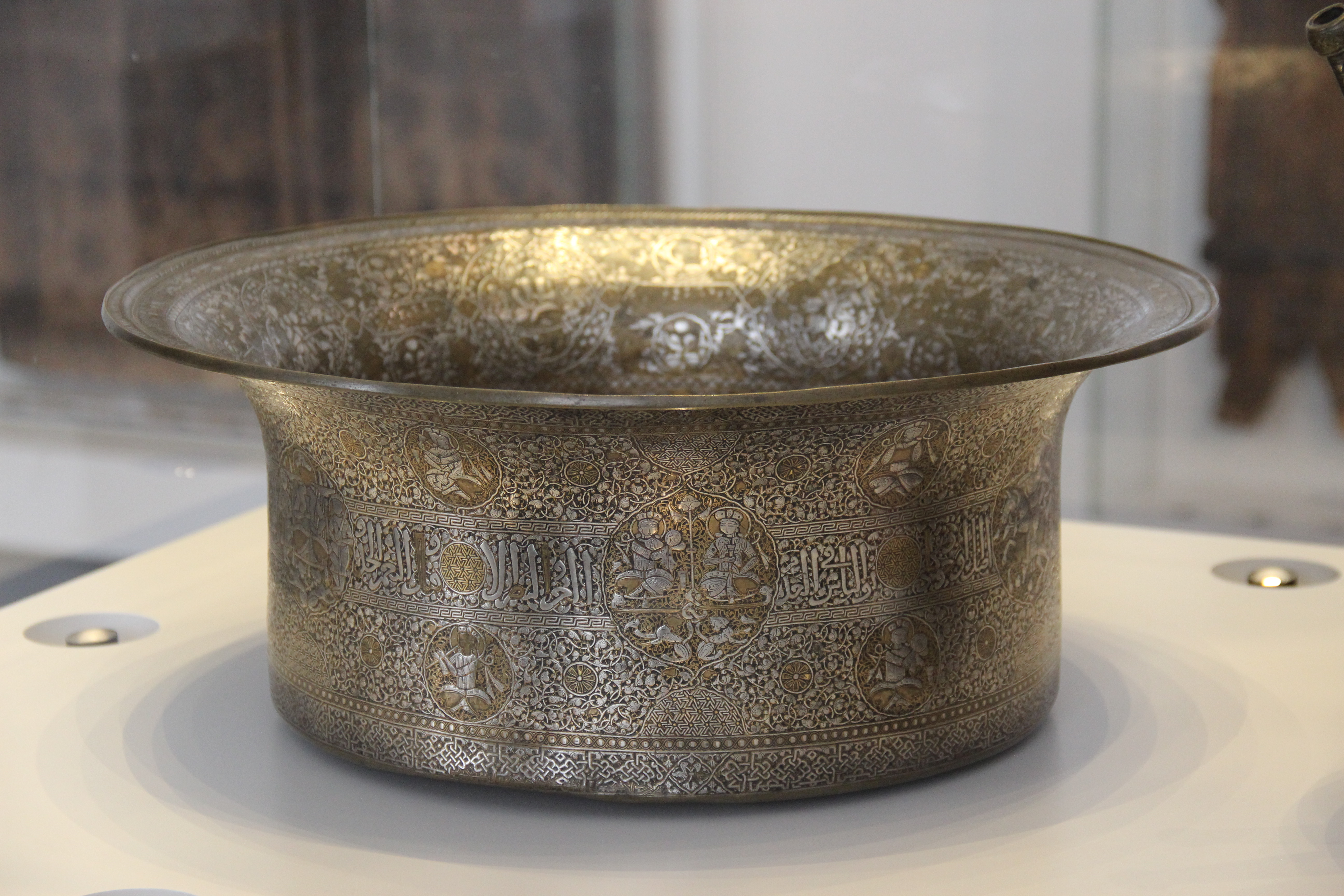
Умивальник з Мосула, 1251-1275
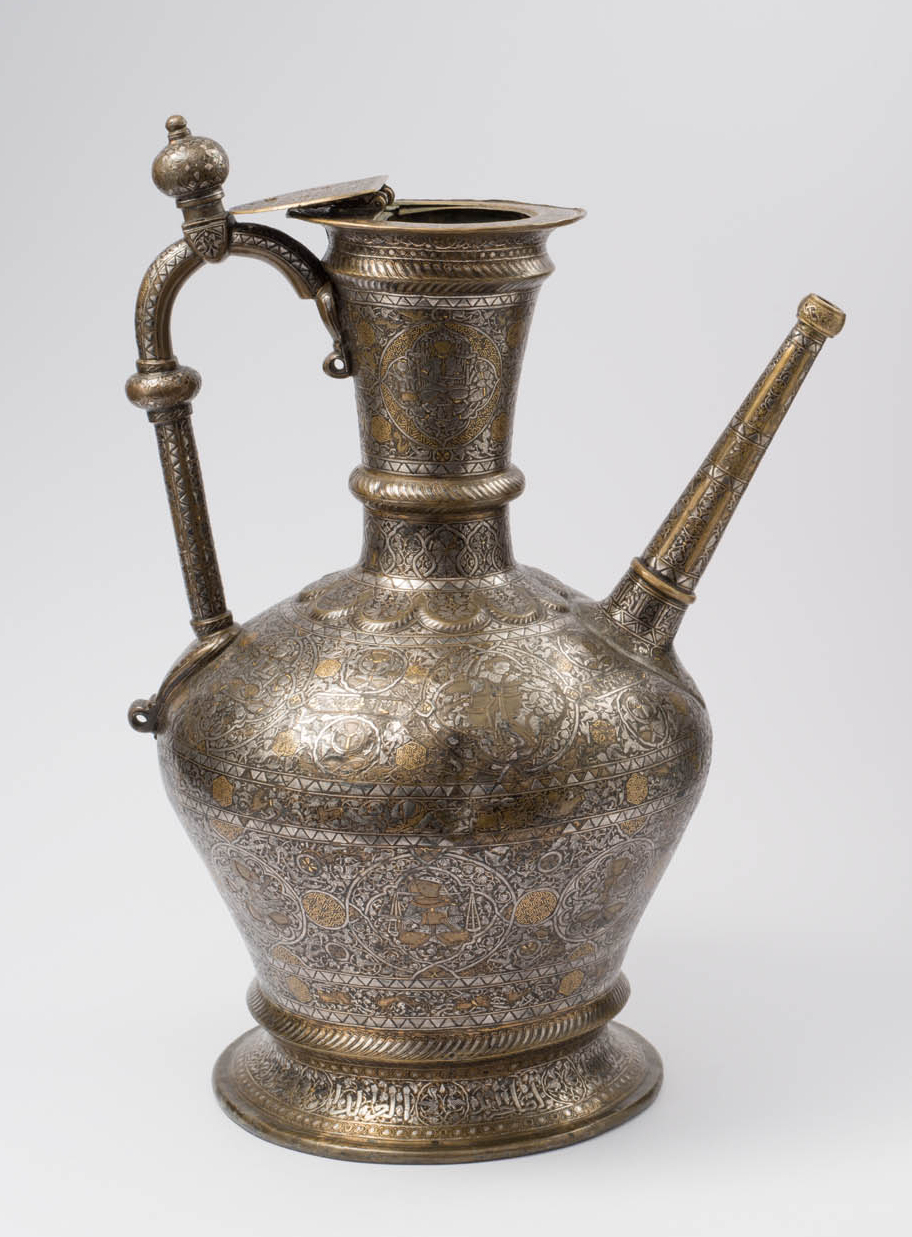
Глечик з Мосула, 1251 - 1275 рр
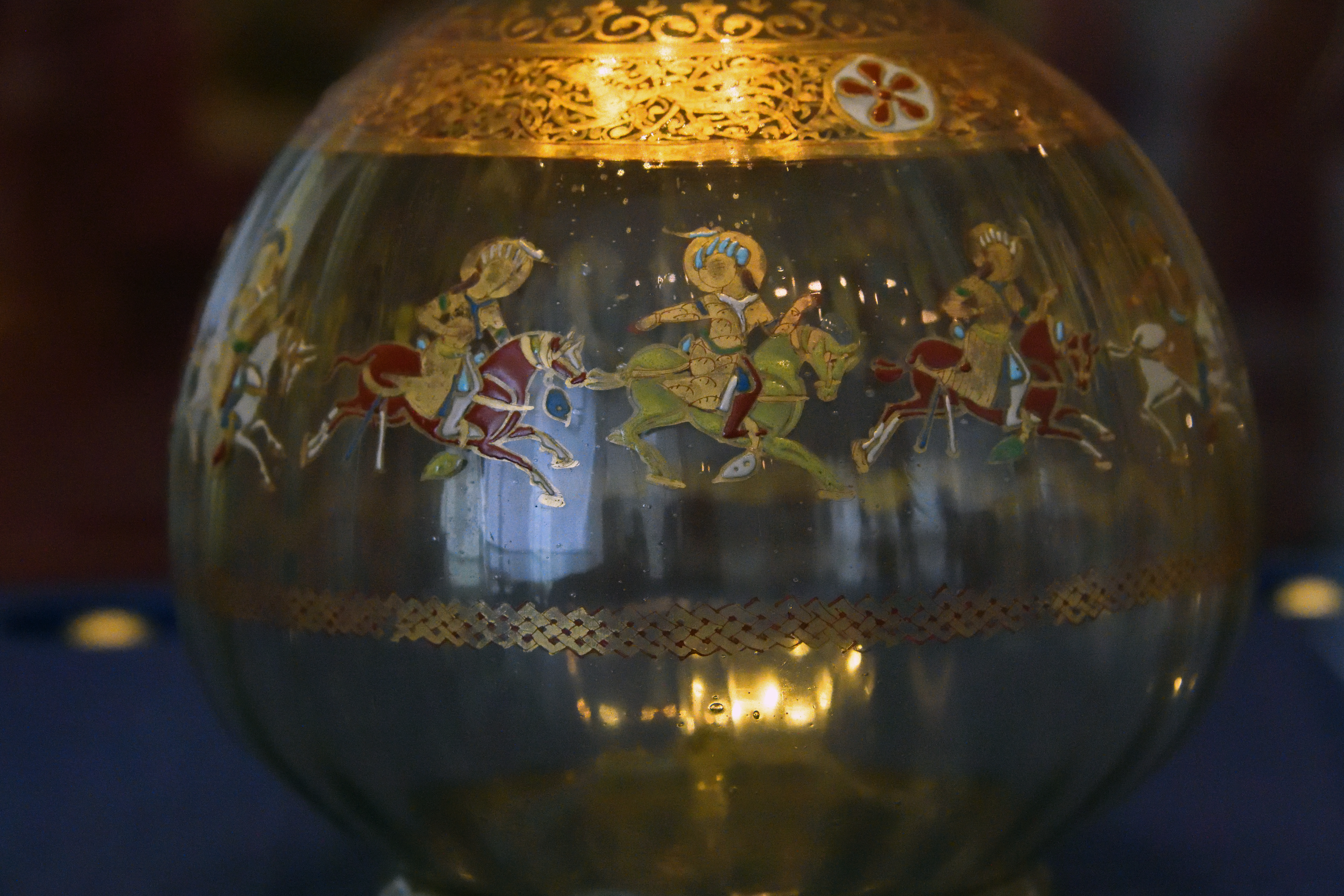
Мамлюцька пляшка з вершниками, які грають у поло (деталь), в. 1300
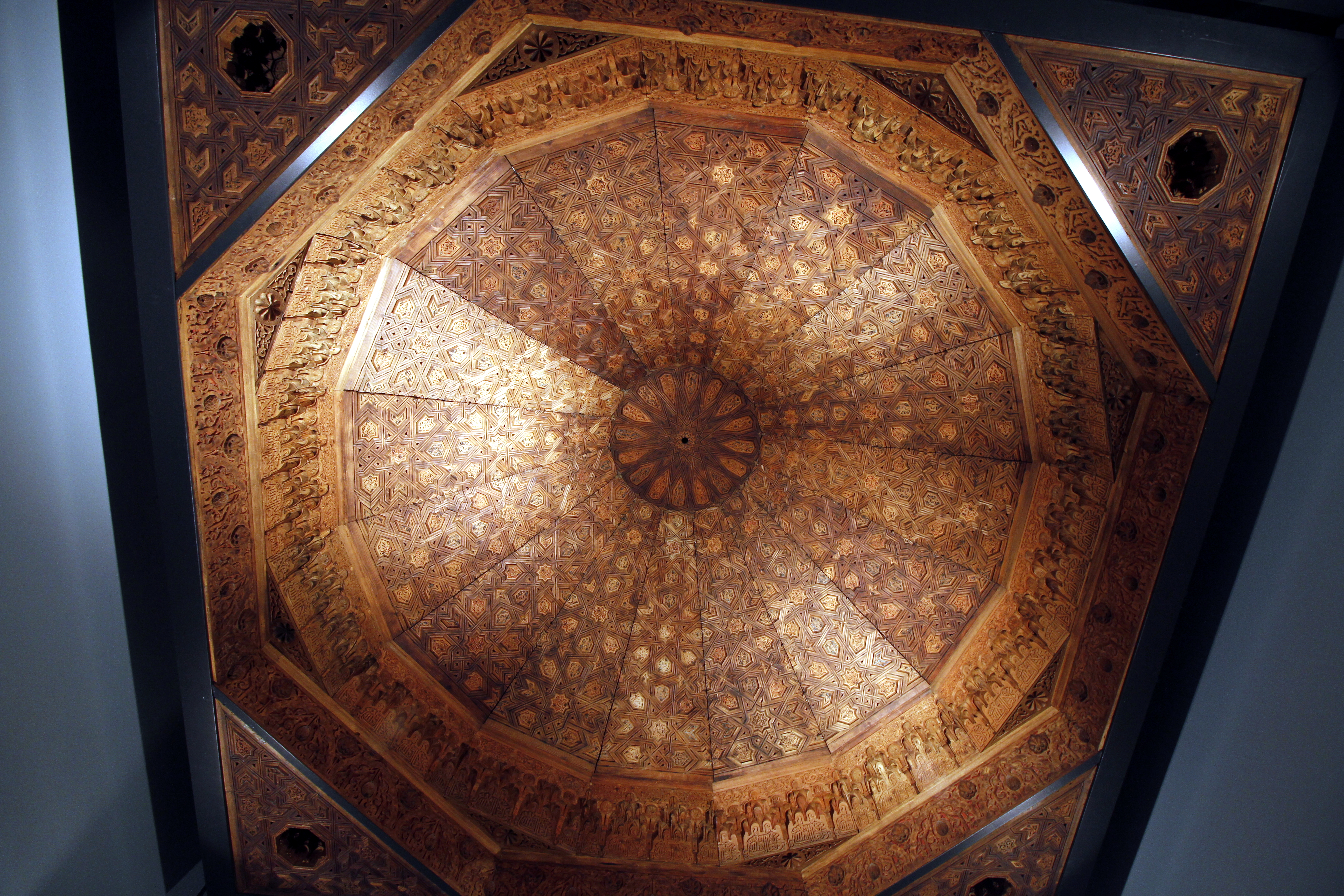
Стеля з Торре де лас Дамас ( Альгамбра ), бл. 1320
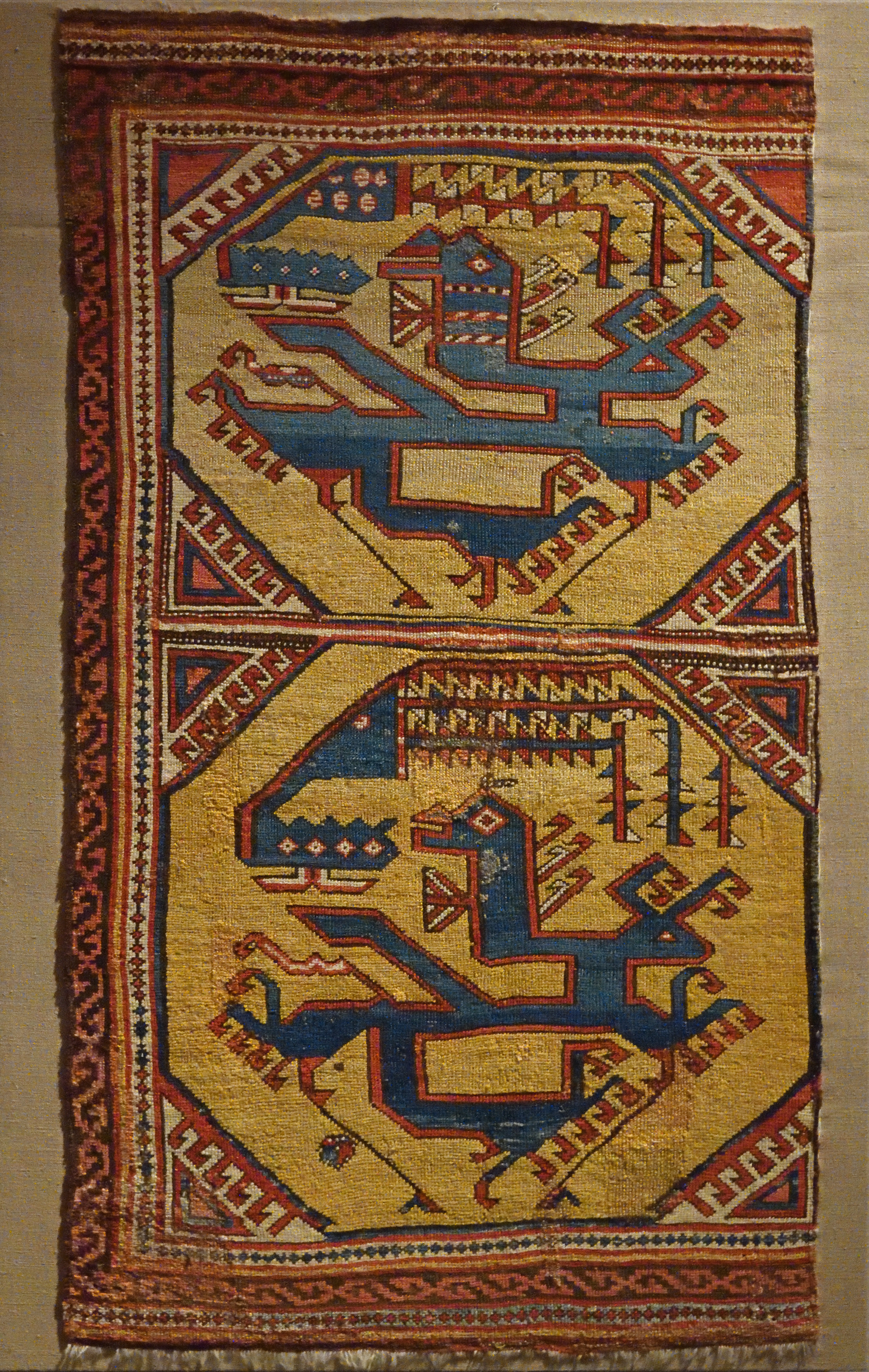
Килим Дракон-Фенікс, середина 15 століття - 16 століття
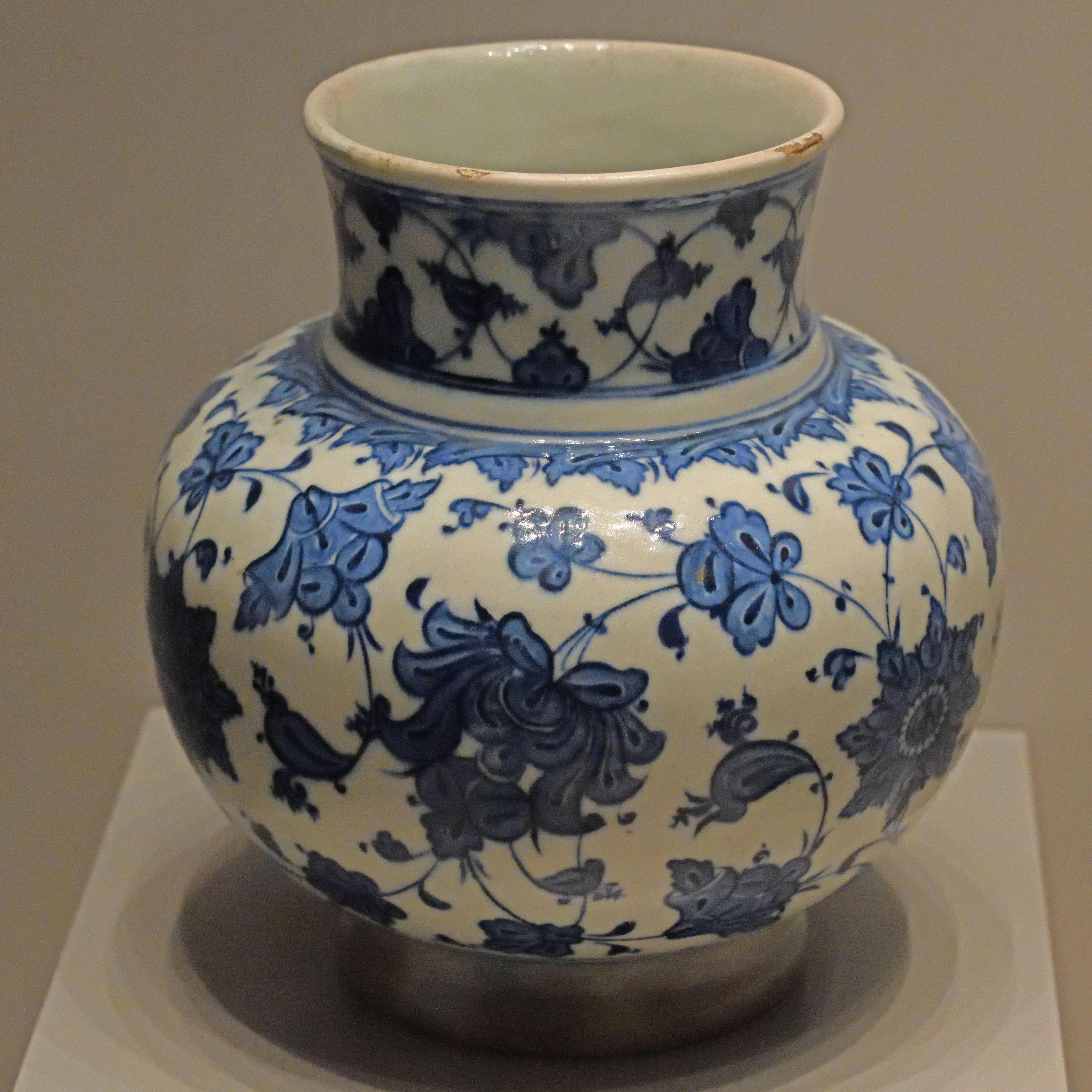
Ваза ( Ізнікська кераміка ), 1 чверть XVI ст
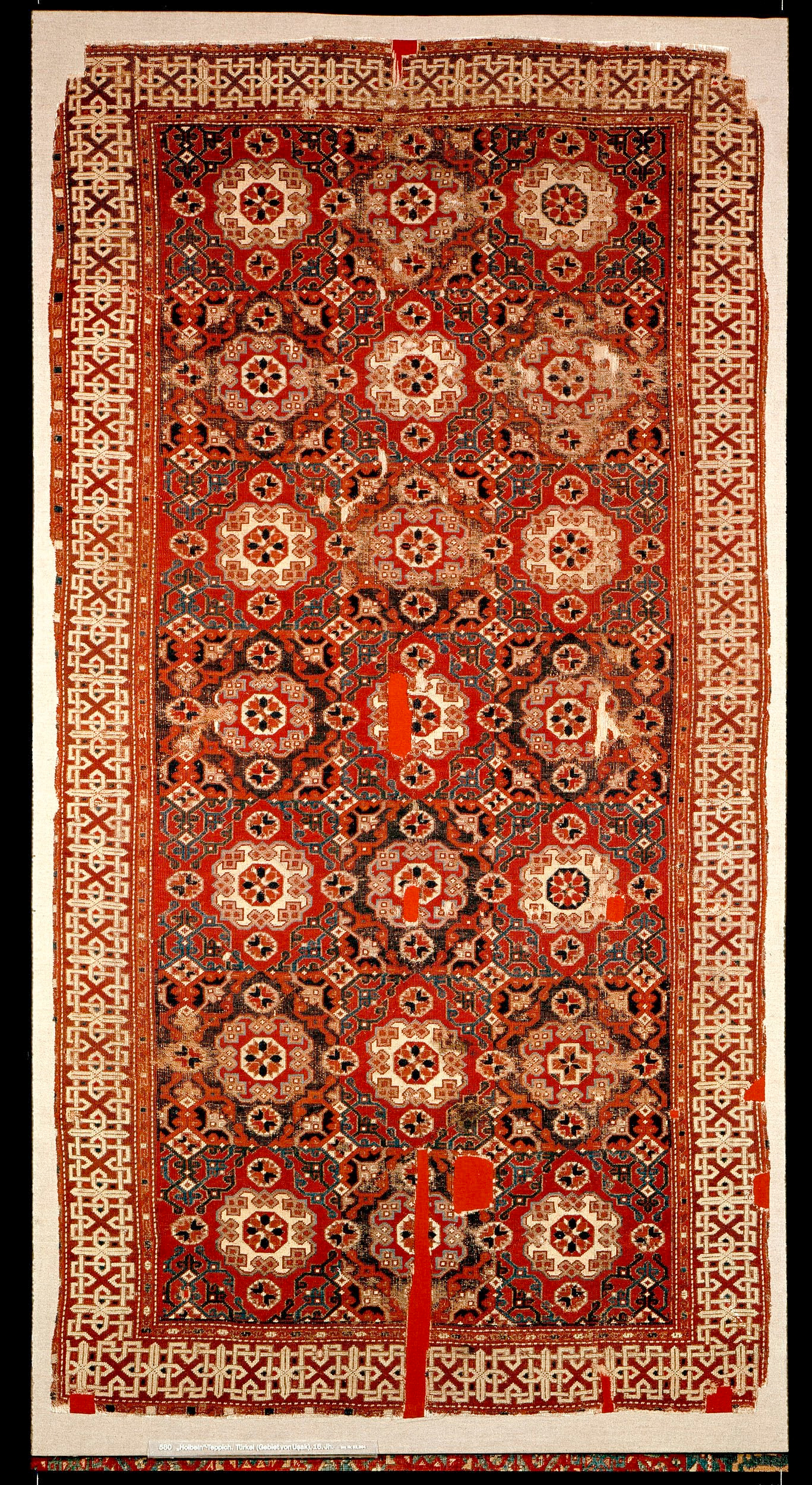
Килим Гольбейна з дрібним візерунком, 16 ст
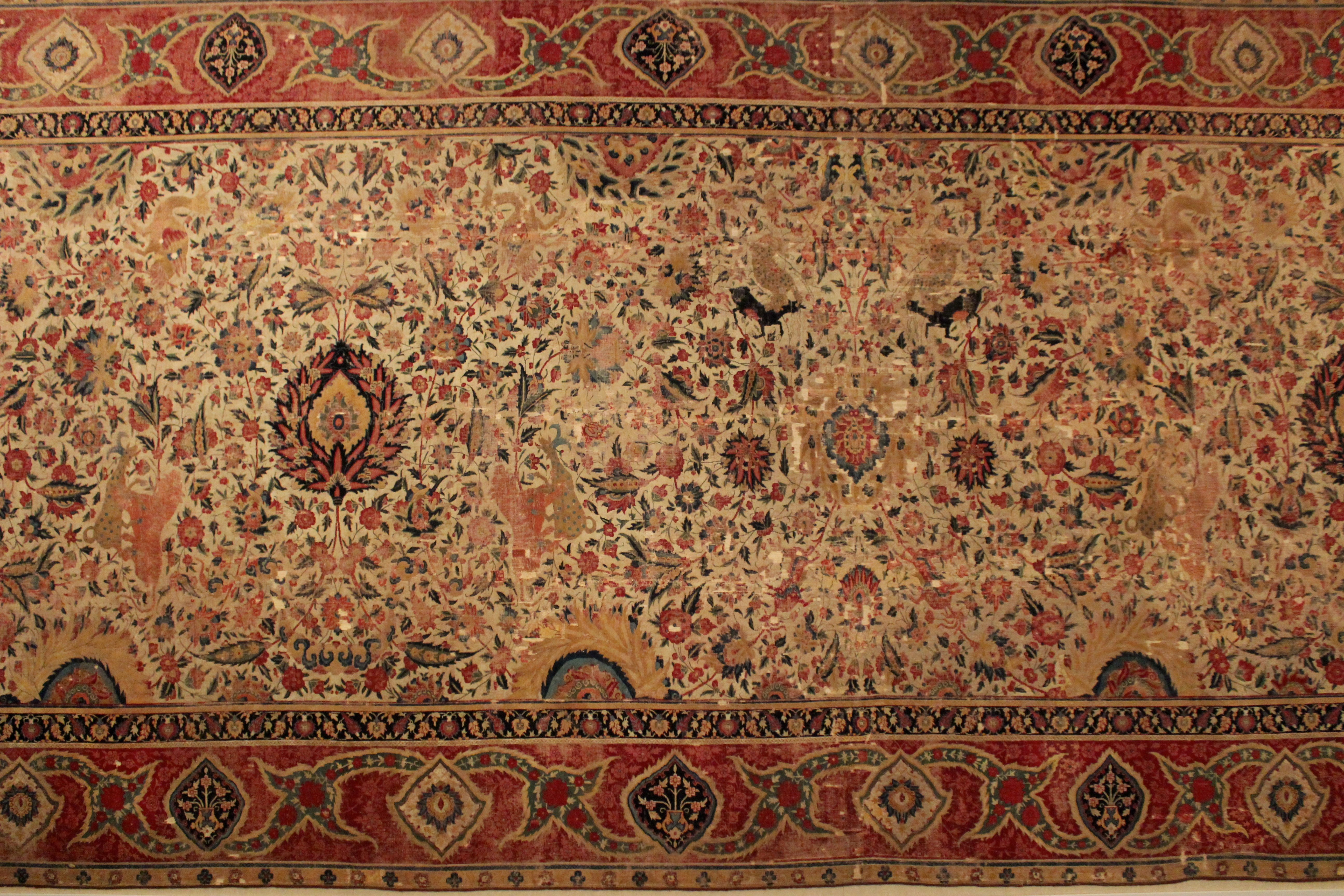
Спіральний вусик Могольський килим (деталь), 16-17 ст
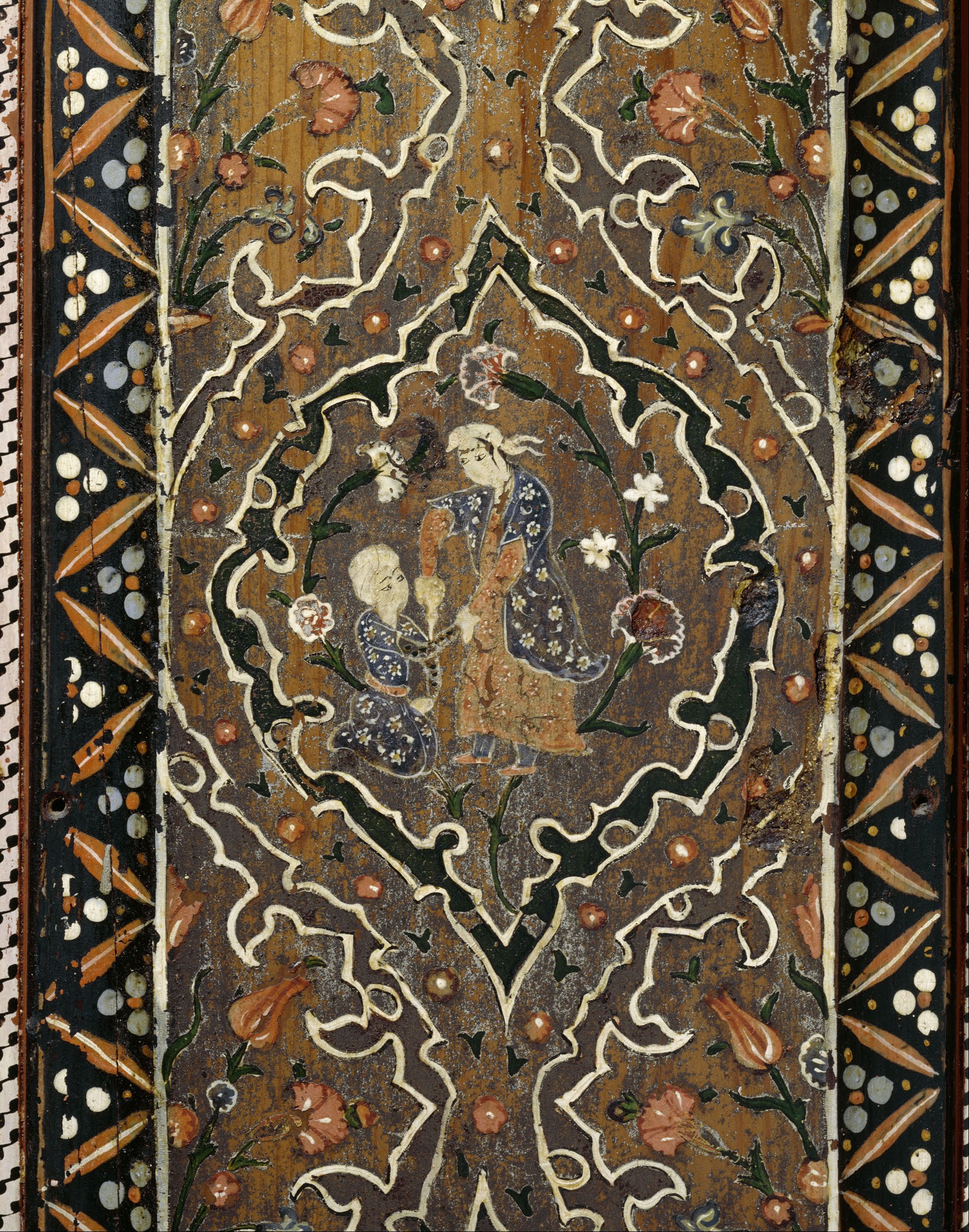
Кімната Алеппо, 1600 - 1603 (деталі)
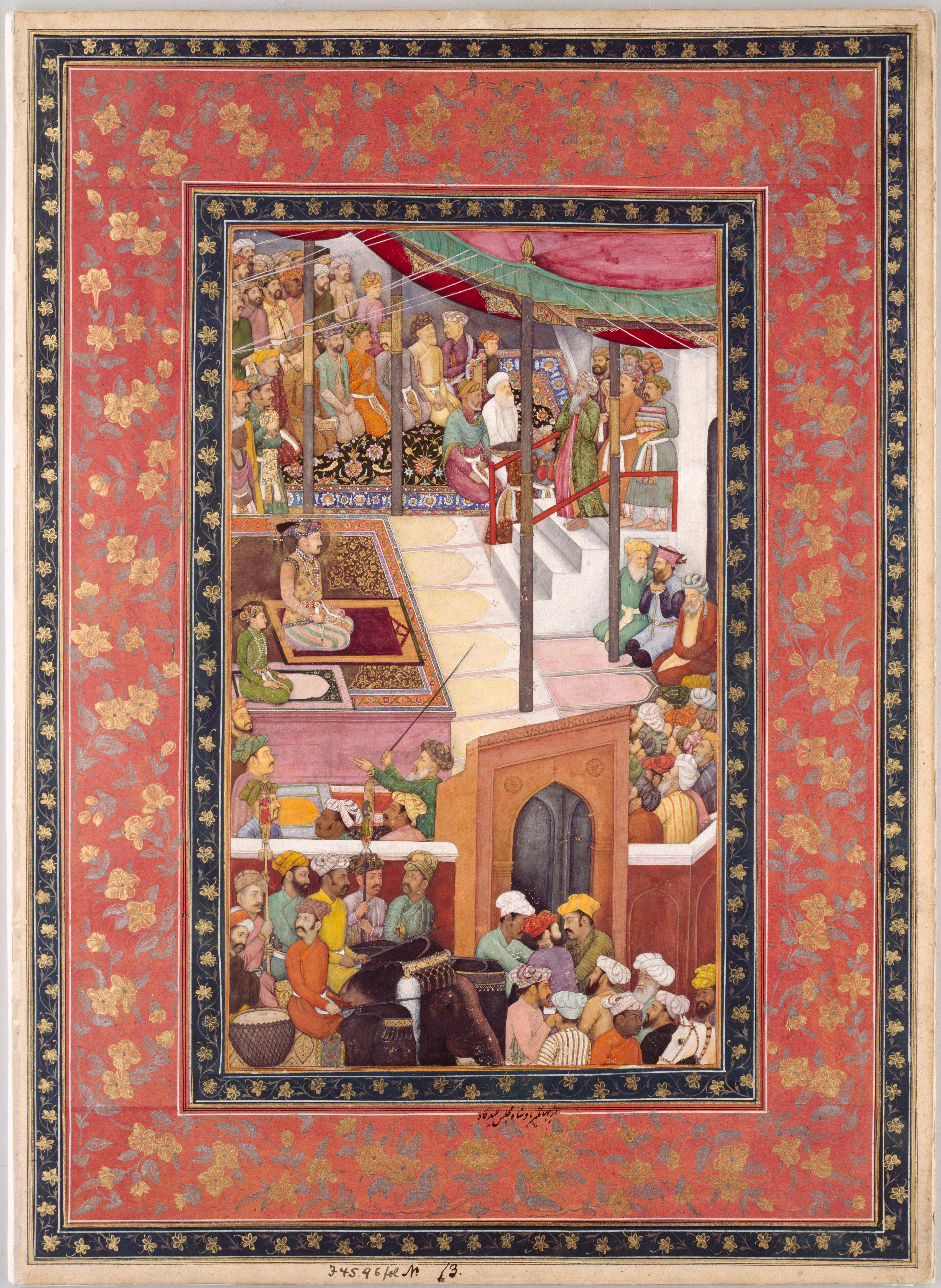
Імператор Джахангір на зборах на свято Ід аль-Фітр, 1615–1625

## Зовнішні посилання
- Музей ісламського мистецтва (Staatliche Museen zu Berlin)
- Музей ісламського мистецтва, Берлін // Цифрова бібліотека Німеччини
- Museum für Islamische Kunst bei Discover Islamic Art
- Freunde des Museums für Islamische Kunst im Pergamonmuseum eV